# Saint-Martin-de-Sanzay
Saint-Martin-de-Sanzay is een gemeente in het Franse departement Deux-Sèvres (regio Nouvelle-Aquitaine) en telt 870 inwoners (1999). De plaats maakt deel uit van het arrondissement Bressuire.

## Geografie
De oppervlakte van Saint-Martin-de-Sanzay bedraagt 24,5 km², de bevolkingsdichtheid is 35,5 inwoners per km².
De onderstaande kaart toont de ligging van Saint-Martin-de-Sanzay met de belangrijkste infrastructuur en aangrenzende gemeenten.

## Demografie
Onderstaande figuur toont het verloop van het inwonertal (bron: INSEE-tellingen).